# Synagoga w Schronisku Fundacji Fränckla we Wrocławiu
Synagoga w Schronisku Fundacji Jonasa Fränckla we Wrocławiu – nieistniejąca synagoga, która znajdowała się we Wrocławiu w Domu Schroniskowym Fundacji Jonasa Fränckla, przy ulicy Legnickiej 25.
Synagoga została założona w 1861 roku. Była przeznaczona głównie dla pracowników fundacji oraz podopiecznych, ale prawdopodobnie korzystali z niej również okoliczni mieszkańcy. Podczas nocy kryształowej z 9 na 10 listopada 1938 roku, bojówki hitlerowskie zdemolowały wnętrze synagogi, jak i w mniejszym stopniu same schronisko. Obecnie nie istnieje.